# Saint-Romain-en-Gier
Saint-Romain-en-Gier – miejscowość i gmina we Francji, w regionie Owernia-Rodan-Alpy, w departamencie Rodan.
Według danych na rok 1990 gminę zamieszkiwało 511 osób, a gęstość zaludnienia wynosiła 126 osób/km² (wśród 2880 gmin regionu Rodan-Alpy Saint-Romain-en-Gier plasuje się na 1136. miejscu pod względem liczby ludności, natomiast pod względem powierzchni na miejscu 1583.).